# La Haye-de-Routot
Pour les articles homonymes, voir Haye.
La Haye-de-Routot est une commune française située dans le département de l'Eure en région Normandie.

## Géographie

### Localisation
La Haye-de-Routot est une commune du Nord du département de l'Eure. Située en lisière de la forêt de Brotonne, elle appartient à la région naturelle du Roumois. Jusqu'en 2015, elle faisait partie du canton de Routot.
| Vatteville-la-Rue | La Mailleraye-sur-Seine (comm. nouv. d’Arelaune-en-Seine) (Seine-Maritime) |          |
| La Haye-Aubrée    | La Haye-de-Routot                                                          | Hauville |
|                   | Routot                                                                     |          |

### Hydrographie
La commune est située dans le bassin Seine-Normandie. Elle n'est drainée par aucun cours d'eau,.

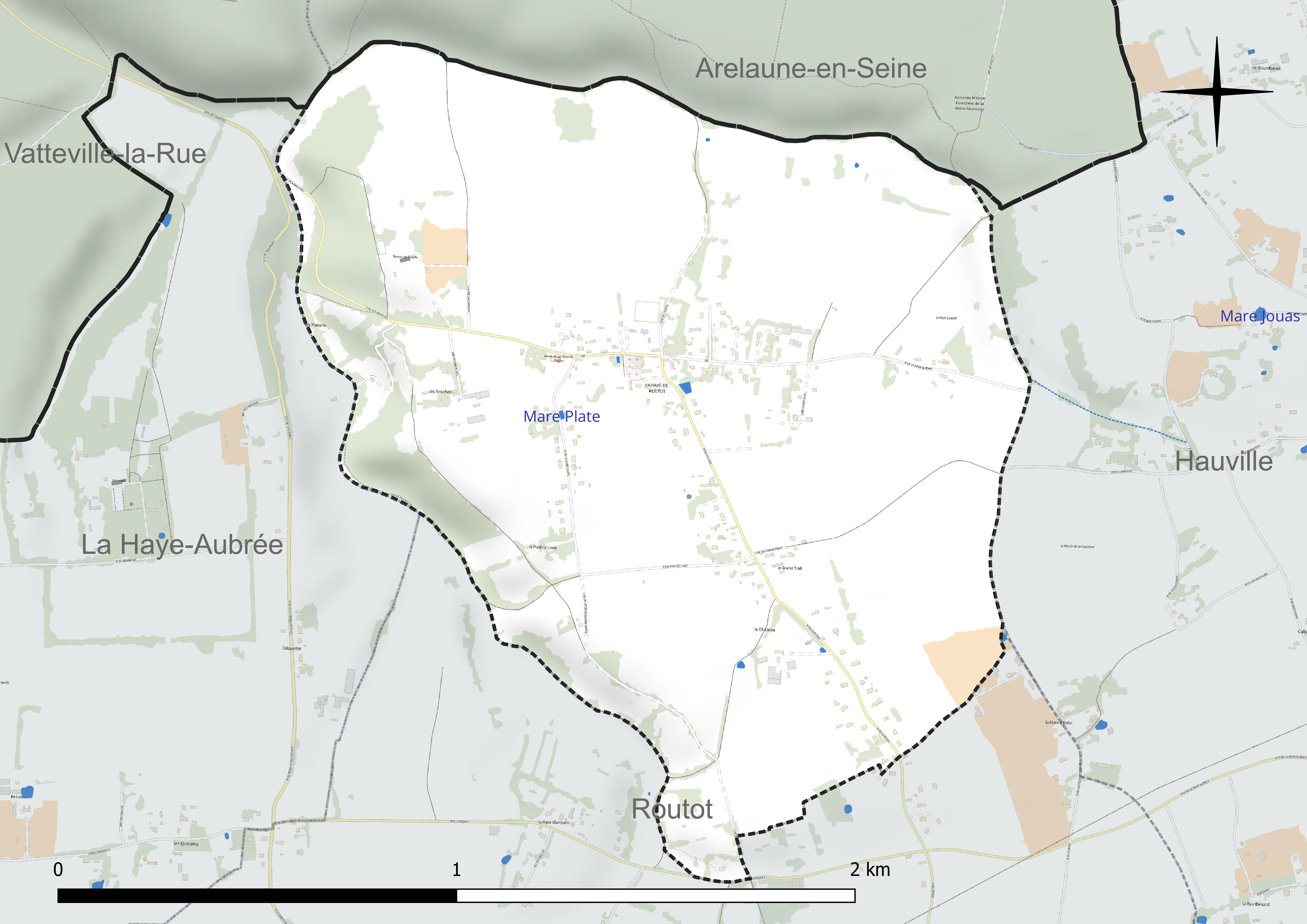
Réseau hydrographique de la Haye-de-Routot.

Un plan d'eau complète le réseau hydrographique : la mare Plate (0 ha),.

### Climat
Pour des articles plus généraux, voir Climat de la Normandie et Climat de l'Eure.
En 2010, le climat de la commune est de type climat océanique altéré, selon une étude du CNRS s'appuyant sur une série de données couvrant la période 1971-2000. En 2020, Météo-France publie une typologie des climats de la France métropolitaine dans laquelle la commune est exposée à un climat océanique et est dans la région climatique Côtes de la Manche orientale, caractérisée par un faible ensoleillement (1 550 h/an) ; forte humidité de l’air (plus de 20 h/jour avec humidité relative > 80 % en hiver), vents forts fréquents. Parallèlement le GIEC normand, un groupe régional d’experts sur le climat, différencie quant à lui, dans une étude de 2020, trois grands types de climats pour la région Normandie, nuancés à une échelle plus fine par les facteurs géographiques locaux. La commune est, selon ce zonage, exposée à un « climat contrasté des collines », correspondant au Pays d’Auge, Lieuvin et Roumois, moins directement soumis aux flux océaniques et connaissant toutefois des précipitations assez marquées en raison des reliefs collinaires qui favorisent leur formation.
Pour la période 1971-2000, la température annuelle moyenne est de 10,3 °C, avec une amplitude thermique annuelle de 13,2 °C. Le cumul annuel moyen de précipitations est de 865 mm, avec 13 jours de précipitations en janvier et 8,5 jours en juillet. Pour la période 1991-2020, la température moyenne annuelle observée sur la station météorologique la plus proche, située sur la commune de Jumièges à 8 km à vol d'oiseau, est de 12,2 °C et le cumul annuel moyen de précipitations est de 843,5 mm,. Pour l'avenir, les paramètres climatiques de la commune estimés pour 2050 selon différents scénarios d’émission de gaz à effet de serre sont consultables sur un site dédié publié par Météo-France en novembre 2022.

## Urbanisme

### Typologie
Au 1er janvier 2024, La Haye-de-Routot est catégorisée commune rurale à habitat dispersé, selon la nouvelle grille communale de densité à 7 niveaux définie par l'Insee en 2022.
Elle est située hors unité urbaine. Par ailleurs la commune fait partie de l'aire d'attraction de Rouen, dont elle est une commune de la couronne,. Cette aire, qui regroupe 317 communes, est catégorisée dans les aires de 200 000 à moins de 700 000 habitants,.

### Occupation des sols
L'occupation des sols de la commune, telle qu'elle ressort de la base de données européenne d’occupation biophysique des sols Corine Land Cover (CLC), est marquée par l'importance des territoires agricoles (80,4 % en 2018), en diminution par rapport à 1990 (97 %). La répartition détaillée en 2018 est la suivante :
zones agricoles hétérogènes (38,5 %), terres arables (32,4 %), zones urbanisées (16,6 %), prairies (9,5 %), forêts (3 %). L'évolution de l’occupation des sols de la commune et de ses infrastructures peut être observée sur les différentes représentations cartographiques du territoire : la carte de Cassini (XVIIIe siècle), la carte d'état-major (1820-1866) et les cartes ou photos aériennes de l'IGN pour la période actuelle (1950 à aujourd'hui).

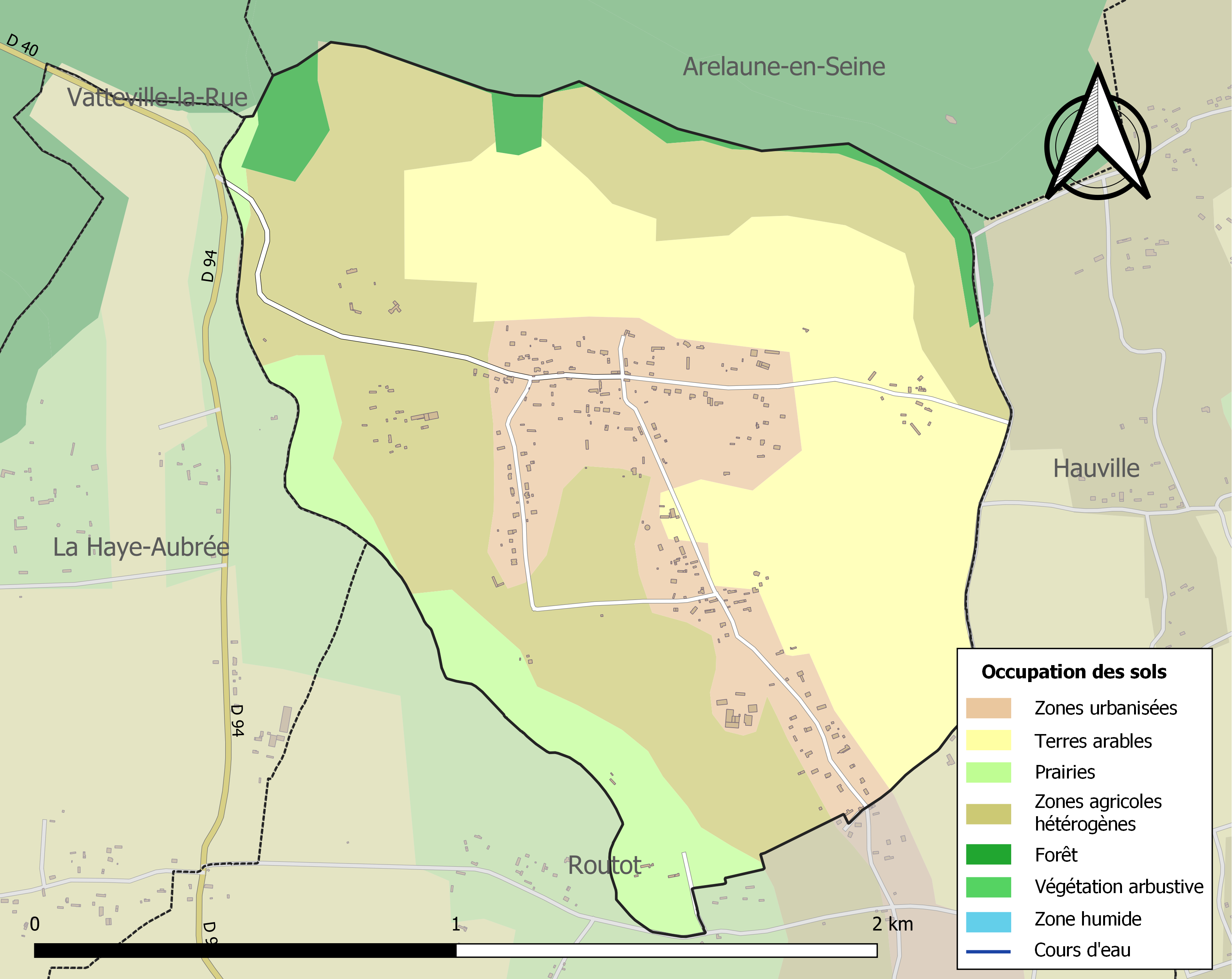
Carte des infrastructures et de l'occupation des sols de la commune en 2018 (CLC).

## Toponymie
Le lieu est mentionné sous la forme latinisée Haia de Roetot (p. d’Eudes Rigaud) vers 1240, La Haie de Rouvetot en 1395 (cartulaire de Saint-Wandrille).
Nom analogue à celui de la paroisse voisine Routot (Rouetot 1180 - 1201), dont il est certainement une ancienne dépendance.
L'appellatif haye > haie a servi à former nombre de toponymes dans la région à l'époque médiévale. On le retrouve notamment dans La Haye-Aubrée et dans La Haye-de-Calleville qui partage la même relation avec le nom de lieu contigu de Calleville.
Le mot haie (jadis haye), d'origine germanique, pouvait prendre le sens de « lisière de forêt » au Moyen Âge, ce qui correspond bien à la localisation de la Haye-de-Routot en bordure de la forêt de Brotonne.
Le second élément Routot est probablement le même que celui de la paroisse contigüe. Il s'explique par l'anthroponyme vieux norrois Hrólfr (> Rou(f) / Rollon), souvent transcrit par le nom de personne germanique Rodulfus (> Rodolphe) / Radolfus (variante vieux bas francique du précédent, > Raoul), dont la forme nordique complète est précisément HróðulfR. Il est fréquent dans la Normandie ducale. Ainsi Rollon est-il nommé Rou ou Raoul par de nombreux chroniqueurs.
On retrouve un nom de personne similaire dans Saint-Aubin-Routot (Rodulftot 1035), ainsi que le même appellatif -tot, d'origine norroise topt, signifiant « emplacement, ferme ».

## Histoire
Malgré la présence d'ifs funéraires âgés d'environ 1 500 ans, la paroisse est sans doute d'origine relativement récente et en tout cas postérieure à celle de Routot, qui n'est pas antérieure au Xe siècle.
La plupart des paroisses du Roumois ont été créées sur des défrichements par des colons anglo-scandinaves nouvellement installés, ce qui explique l'absence de noms de domaine gallo-romains antérieurs. Il est probable que les ifs du cimetière poussaient naturellement en forêt et qu'ils aient été conservés lors de la construction du premier sanctuaire.

## Politique et administration
| Période                                  | Période                     | Identité        | Étiquette | Qualité              |
| ---------------------------------------- | --------------------------- | --------------- | --------- | -------------------- |
| Les données manquantes sont à compléter. |                             |                 |           |                      |
| avant 1981                               | ?                           | Henri Desallais | PS        |                      |
| mars 1989                                | mars 2014                   | Pierre Lercier  | se        | Retraité             |
| mars 2014                                | En cours (au 30 avril 2014) | Jacques Binet   | dvd       | Agriculteur retraité |

## Population et société

### Démographie
L'évolution du nombre d'habitants est connue à travers les recensements de la population effectués dans la commune depuis 1793. Pour les communes de moins de 10 000 habitants, une enquête de recensement portant sur toute la population est réalisée tous les cinq ans, les populations de référence des années intermédiaires étant quant à elles estimées par interpolation ou extrapolation. Pour la commune, le premier recensement exhaustif entrant dans le cadre du nouveau dispositif a été réalisé en 2006.

En 2022, la commune comptait 286 habitants, en évolution de −6,23 % par rapport à 2016 (Eure : −0,25 %, France hors Mayotte : +2,11 %).
| 1793 | 1800 | 1806 | 1821 | 1831 | 1836 | 1841 | 1846 | 1851 |
| ---- | ---- | ---- | ---- | ---- | ---- | ---- | ---- | ---- |
| 306  | 357  | 305  | 344  | 342  | 330  | 342  | 335  | 314  |

| 1856 | 1861 | 1866 | 1872 | 1876 | 1881 | 1886 | 1891 | 1896 |
| ---- | ---- | ---- | ---- | ---- | ---- | ---- | ---- | ---- |
| 309  | 301  | 283  | 250  | 242  | 207  | 218  | 200  | 165  |

| 1901 | 1906 | 1911 | 1921 | 1926 | 1931 | 1936 | 1946 | 1954 |
| ---- | ---- | ---- | ---- | ---- | ---- | ---- | ---- | ---- |
| 167  | 172  | 166  | 125  | 140  | 148  | 168  | 149  | 155  |

| 1962 | 1968 | 1975 | 1982 | 1990 | 1999 | 2006 | 2011 | 2016 |
| ---- | ---- | ---- | ---- | ---- | ---- | ---- | ---- | ---- |
| 159  | 148  | 172  | 197  | 227  | 256  | 257  | 279  | 305  |

| 2021 | 2022 | - | - | - | - | - | - | - |
| ---- | ---- | - | - | - | - | - | - | - |
| 293  | 286  | - | - | - | - | - | - | - |

### Manifestations culturelles et festivités
- Avril : festival Orties Folies sur l'utilisation des plantes sauvages pour l'alimentation, la santé et le jardinage.
- Mai : Jeux normands oubliés et vieux moteurs
- Juillet : Feu de Saint-Clair
- Août : la nuit du boulanger.
- Octobre : fête des légumes oubliés.

## Culture locale et patrimoine

### Lieux et monuments
- l'église Notre-Dame
- Le manoir des Broches[25],  Inscrit MH (1997).
- la maison du sabotier.
- le four à pain, musée.

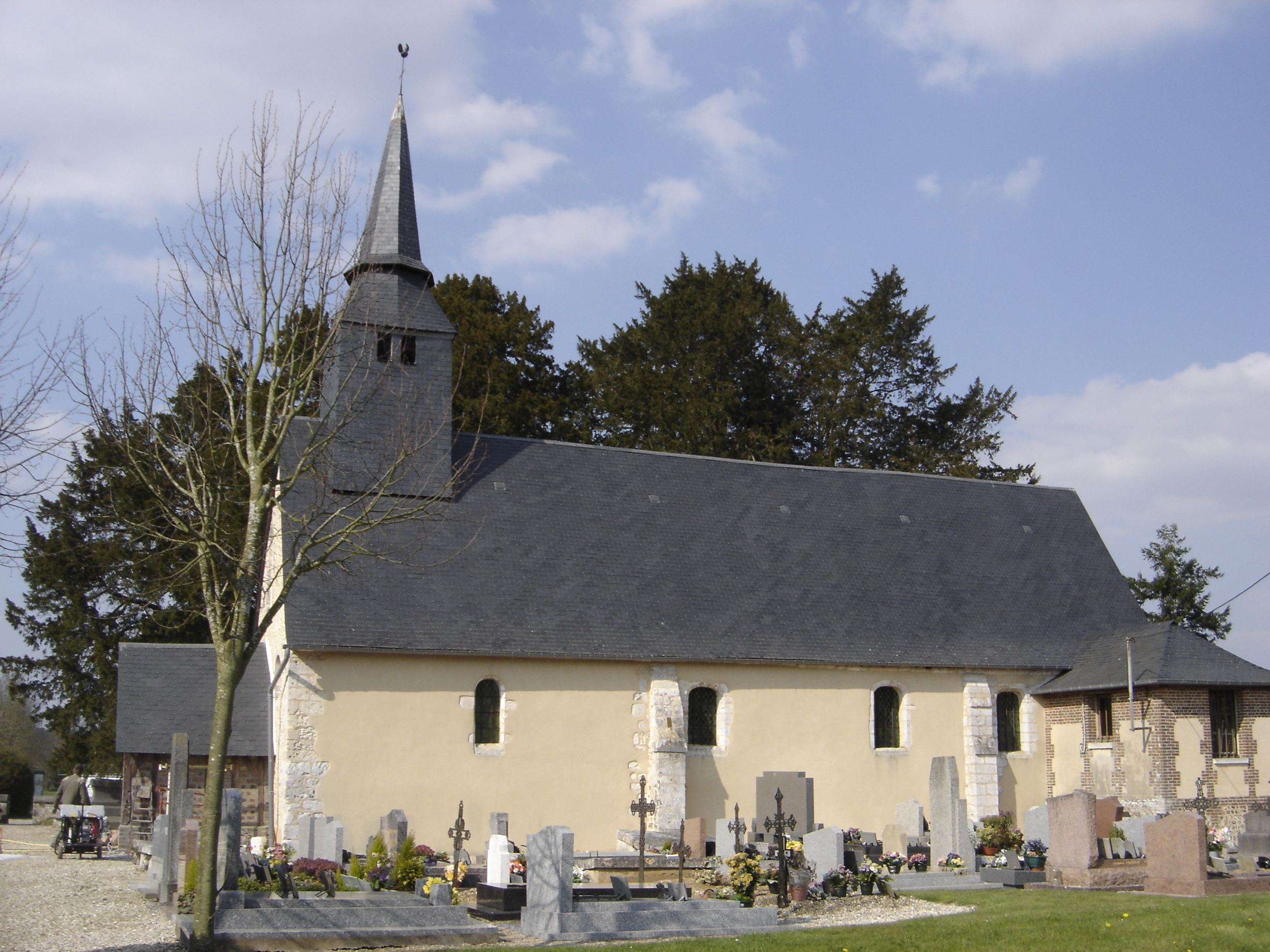
Église Notre-Dame.
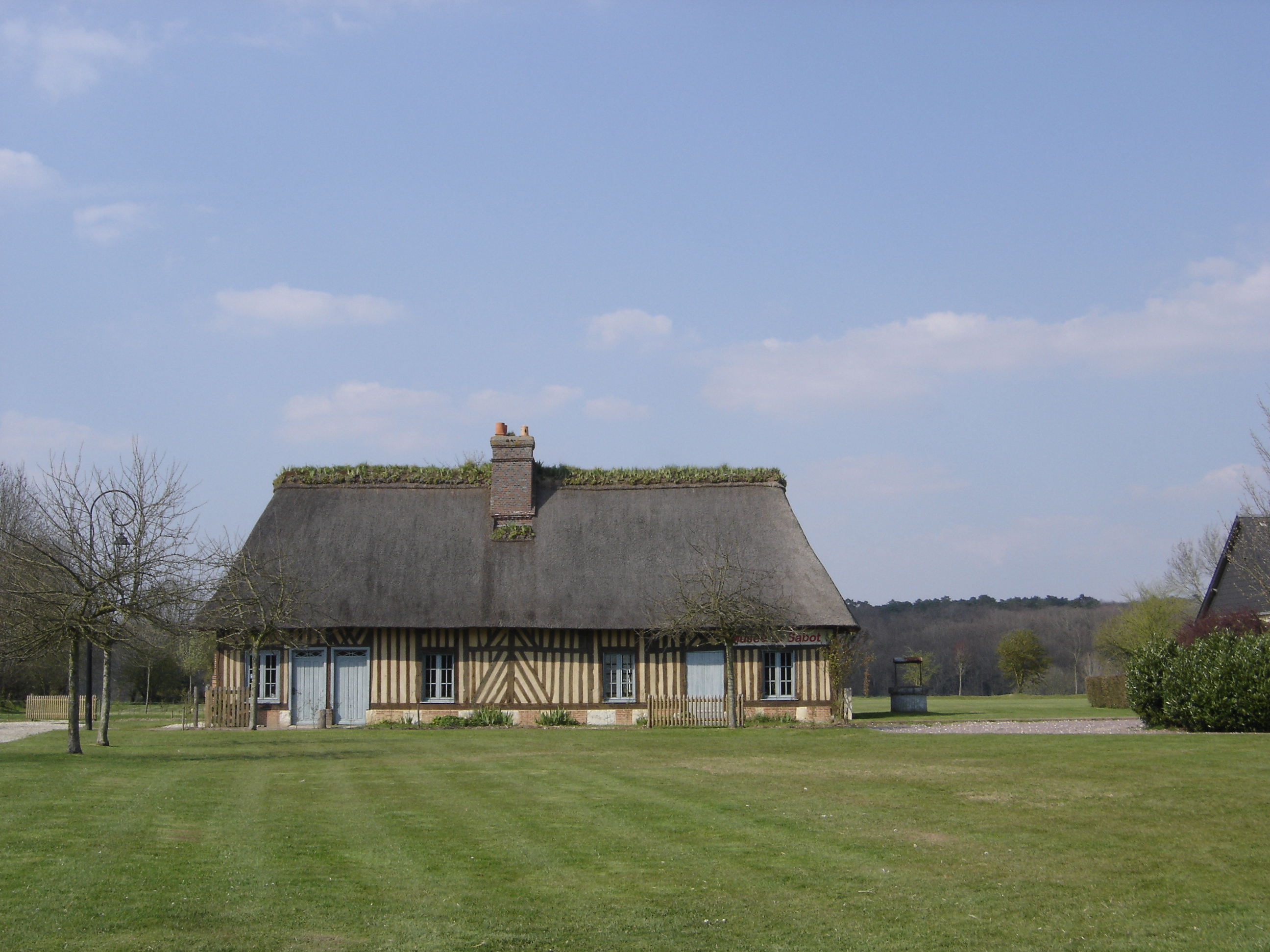
La maison du sabotier.
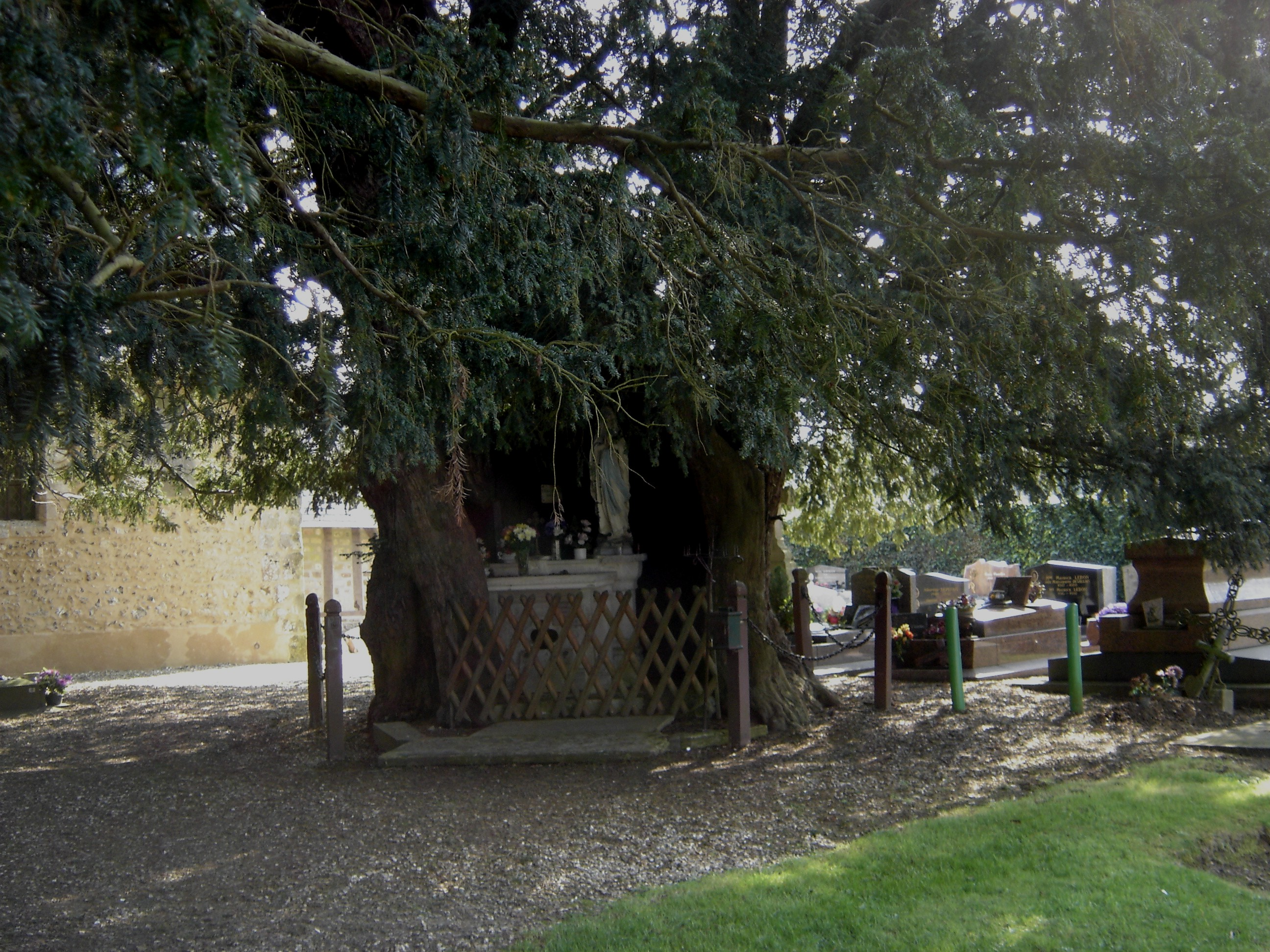
L'autre if funéraire.

### Patrimoine naturel

#### Site inscrit
- Les deux ifs du cimetière,  Site inscrit (1932)[26]. Le diamètre du tronc des deux ifs millénaires a permis d'y établir de petites chapelles[27].

### Personnalités liées à la commune
- Paul Pelliot (1878-1945)